# DirectShow
DirectShow (talvolta abbreviato DS o DShow, nome in codice Quartz) è un framework e una collezione di API multimediali prodotte da Microsoft per gli sviluppatori di software, con lo scopo di supportare la gestione dei file multimediali e degli stream audio e video. Basato sul framework Microsoft Windows Component Object Model (COM), DirectShow fornisce un'interfaccia comune per la gestione dei file multimediali in molti linguaggi di programmazione. Esso è estensibile grazie a un framework basato sul concetto di filtro, che rende possibile aggiungere file multimediali su richiesta degli utenti o degli sviluppatori. La documentazione e gli strumenti di sviluppo di DirectShow venivano inizialmente distribuiti con la DirectX SDK. Attualmente, sono distribuiti come parte di Windows SDK.